# Falluja
Falluja (eller al-Falluja, alternativt Fallujah, Falowja eller Fallouja, arabiska الفلوجة) är en irakisk stad i provinsen al-Anbar. Den är belägen vid floden Eufrat, 69 kilometer väster om Bagdad. Staden är känd som moskéernas stad i Irak, då det finns över 200 moskéer där. Det finns inga officiella uppgifter från sen tid om hur många invånare staden har; en uppskattning från 2009 anger folkmängden för det distrikt som tillhör staden till 526 861 invånare, på en yta av 4 205 km².
Staden har en stark klantradition och ett inflytelserikt prästerskap. Staden var en oroshärd redan under Saddam Husseins styre och blev efter USA:s invasion av Irak en symbol för motståndsrörelsen i landet.
Fallujah som kontrollerats av Islamiska staten sedan januari 2014 befriades av irakiska militären juni 2016.

## al-Falluja underIrakkriget
Staden motstod bland annat det amerikanska försöket till stormning i Operation Vigilant Resolve och utsatts efter detta nästan dagligen för bombningar av stridsflyg, då ockupationsmakten hävdade att al-Qaida-anhängaren Abu Musab al-Zarqawi befann sig i staden och att hans terrorgrupp Muntada al-Ansar hade ett starkt fäste där. 
Den 8 november 2004 inleddes en andra stormning av staden, kallad Operation Phantom Fury, för att återta kontrollen inför det parlamentsval som skulle hållas i slutet av januari 2005. Med överväldigande eld- och mankraft krossade amerikanska och irakiska regeringsstyrkor rebellstyrkorna, i vad som beskrevs som de våldsammaste gatustriderna sedan striderna i Hué under vietnamkriget, och kontrollen över staden återtogs. I början av 2005 hade dock fortfarande stora delar av stadens befolkning inte kunnat eller velat återvända till sina hem.
I operationen Phantom Fury dog cirka 850 personer, cirka 1 500 blev skadade. Falluja har även varit en av de farligaste städerna i världen.